# Daniel Durant
Daniel Nicholas Durant est un acteur sourd américain, né le 24 décembre 1989 à Detroit (Michigan).
Il se fait connaître grâce au rôle de Matthew dans la série télévisée Switched (2013-2014) et de Leo Rossi dans le film Coda (2021).

## Biographie

### Formation
Daniel Durant est né le 24 décembre 1989 à Detroit au Michigan, mais grandit à Duluth en Minnesota où il rentre dans des écoles « normales » avant de s'inscrire à l'école pour Sourds Minnesota State Academy for the Deaf en huitième année ; il y sort diplômé en 2008 et participe à l'université National Technical Institute for the Deaf à Rochester à New York, puis à l'université Gallaudet à Washington.
En 2012, il part habiter à Los Angeles afin de participer la troupe de Deaf West Theatre à North Hollywood dans laquelle il devient acteur professionnel.

### Carrière
En 2013, Daniel Durant est engagé à interpréter le rôle de Matthew dans la série Switched (Switched at Birth) pour la chaîne ABC Family, aux côtés de Sean Berdy et Marlee Matlin. À cet honneur, dans la même année, il agit à titre de maître de cérémonie au Festival international du film sourd de Toronto (Toronto International Deaf Film Festival).
De retour à la troupe de Deaf West Theatre, il devient co-chef de file du personnage Moritz Stiefel dans la production théâtrale de Spring Awakening, adaptée de L'Éveil du printemps (Spring Awakening) de Michael Mayer, en 2006, d'après la satire dramatique homonyme (Frühlings Erwachen. Eine Kindertragödie de Frank Wedekind, 1891) : le succès s'annonce énorme en 2014.
En avril 2019, sur son Twitter, il annonce sa joie d’être engagé pour un rôle dans la seconde saison de la série You sur Netflix.
En 2021, il incarne le personnage Leo Rossi dans Coda de Sian Heder, remake du film français La Famille Bélier d'Éric Lartigau (2014), qui connaît un succès au festival du film de Sundance.

## Filmographie

### Longs métrages
- 2020 : Silent Notes de Toni Comas : Bruce
- 2021 : Coda de Sian Heder : Leo Rossi

### Séries télévisées
- 2008 : La Vie de croisière de Zack et Cody (The Suite Life on Deck) : un violoniste (saison 1, épisode 10 : Peur sur internet (Boo You))
- 2013-2014 : Switched (Switched at Birth) : Matthew (16 épisodes)
- 2015 : Late Night with Seth Meyers : Moritz (saison 3, épisode 42)
- 2019 : You : James Kennedy (saison 2, épisode 6 : Farewell, My Bunny)

## Théâtre
- 2014 : Spring Awakening : Moritz Stiefel

## Distinctions

### Récompenses
- Ovation Awards 2015 : meilleur troupe pour une comédie musicale Spring Awakening
- BroadwayWorld LA Awards 2015 : meilleur acteur principal pour Spring Awakening
- Theatre World Awards 2016 : meilleur acteur débutant sur une scène de Broadway pour Spring Awakening
- SAG Awards 2022 : meilleure distribution pour Coda

### Nominations
- Broadway.com Audience Choice Awards 2016 : meilleur tandem sur scène pour Spring Awakening (avec Alex Boniello)
- Fred and Adele Astaire Awards 2016 : meilleur troupe de spectacle de Beoadway pour Spring Awakening